# استقلال ایران (روزنامه)
روزنامه استقلال ایران به سردبیری حسین خان کحال و صاحب امتیازی مستعان الملک در تهران تأسیس و شماره اول آن در تاریخ ۱۰ خرداد ۱۲۸۹ هجری شمسی (۲۲ جمادی الاول ۱۳۲۸ هجری قمری) چاپ و توزیع شد. استقلال ایران ارگان رسمی حزب اتحاد و ترقی و از جراید معتدل و میانه‌رو در دوره دوم مجلس شورای ملی بوده و خدمات گرانبهایی در تنویر افکار عمومی نموده است.

## محتوا
این روزنامه حاوی اخبار و موضوعات سیاسی و اجتماعی، اخبار داخله و خارجه و تلگراف دربارهٔ حوادث شهرستانها و ممالک خارجی بوده است. استقلال ایران یکی از روزنامه‌های بسیار مفید و خبری آن تاریخ بوده و بیشتر وقایع اتفاقیه آن زمان را منتشر می‌کرده است.

## پایان انتشار روزنامه
آخرین شماره استقلال ایران در مرداد ۱۲۹۰ هجری شمسی (شعبان سال ۱۳۲۹ هجری قمری) منتشر و پس از آن دیگر چاپ نشد.